# Sawah Baru (Ciputat)
Sawah Baru is een bestuurslaag in het regentschap Tangerang Selatan van de provincie Banten, Indonesië. Sawah Baru telt 26.946 inwoners (volkstelling 2010).